# Melanitis obsolescens
Melanitis obsolescens är en fjärilsart som beskrevs av Hans Fruhstorfer 1911. Melanitis obsolescens ingår i släktet Melanitis och familjen praktfjärilar. Inga underarter finns listade i Catalogue of Life.